# Massimo Bonanni
Massimo Bonanni (Roma, 10 giugno 1982) è un allenatore di calcio ed ex calciatore italiano, di ruolo centrocampista, tecnico delle giovanili dell'Ostia Mare.

## Caratteristiche tecniche

### Giocatore
Era un esterno sinistro di centrocampo, in grado di giocare su entrambe le fasce. Poteva essere impiegato come ala o trequartista. In possesso di un buon tiro dalla distanza, era un calciatore ben strutturato fisicamente, abile sui calci piazzati e nel servire cross ai compagni.

## Carriera

### Giocatore

#### Club
Inizia a giocare a calcio nelle giovanili della Roma. Nel 2001 passa in prestito prima alla Viterbese in Serie C1. L'anno successivo si trasferisce in prestito al Panachaïkī di Patrasso, in Grecia. Nel 2003 passa in compartecipazione al Vicenza. Esordisce in Serie B il 7 settembre 2003 in Vicenza-Bari (1-1), subentrando al 49' al posto di Paul Okon. Conclude l'annata con 26 presenze e 3 reti. Il 19 dicembre 2004 mette a segno una doppietta nel derby perso 5-3 contro il Verona. A fine stagione la comprartecipazione viene risolta a favore della Roma.
Il 28 giugno 2005 firma un contratto quinquennale con il Palermo. Esordisce in Serie A il 28 agosto 2005 in Parma-Palermo (1-1). Esce al 58', venendo sostituito da Massimo Mutarelli. Il 15 settembre esordisce nelle competizioni europee in Palermo-Anorthōsis (2-1), incontro valido per l'accesso alla fase a gironi di Coppa UEFA. Lascia il terreno di gioco al 64', venendo sostituito da Salvatore Masiello. Mette a segno la sua prima rete in campionato il 26 ottobre contro il Lecce. Il 31 gennaio 2006 passa in prestito con diritto di riscatto alla Lazio. Esordisce con i biancocelesti il 5 febbraio contro il Milan (0-0). Termina l'annata giocando 9 incontri in biancoceleste, rientrando a Palermo una volta scaduto il prestito.
Il 13 luglio 2006 passa in compartecipazione alla Sampdoria. Esordisce con i blucerchiati il 10 settembre in Sampdoria-Empoli (1-2), subentrando al 76' al posto di Sergio Volpi. L'11 gennaio 2007 passa in prestito all'Ascoli. Dopo aver trovato un accordo con il Palermo per il rinnovo della compartecipazione, il 17 agosto 2007 la Sampdoria lo cede in prestito al Bari. Il 17 maggio 2008 va a segno su rigore nel derby vinto 2-1 dai galletti contro il Lecce. Termina la stagione con 31 presenze e 5 reti.
Il 25 giugno 2008 viene rinnovata la compartecipazione tra le due società. Il 7 gennaio 2009 passa in prestito al Grosseto, in Serie B. Esordisce con i toscani il 10 gennaio contro l'Ancona. Il 27 giugno 2009 la compartecipazione viene risolta a favore della Sampdoria, in quanto né la società blucerchiata (ultima a tesserare il giocatore), né quella rosanero hanno presentato offerte all'apertura delle buste. Il 31 luglio 2009 firma un triennale con il Pescara, in Lega Pro Prima Divisione, con cui a fine stagione conquista la promozione in Serie B. Dopo aver rescisso il contratto con il Pescara, il 12 luglio 2011 si accorda a parametro zero con il Lugano, squadra svizzera impegnata nella Challenge League, sottoscrivendo un contratto biennale; si tratta della sua seconda esperienza fuori dall'Italia, dopo quella ad inizio carriera in Grecia. Esordisce con gli svizzeri il 30 luglio in Locarno-Lugano (1-1), subentrando al 56' al posto di Loïc Chatton.
Il 7 agosto 2012 passa titolo definitivo al Genoa in cambio di 1.4 milioni di euro, che il 31 agosto lo cede in prestito al Grosseto. Il 9 gennaio 2013 torna in prestito al Lugano.
Nel 2015 diviene l'allenatore-giocatore della società romana La Rustica militante in Promozione, ritrovando nella rosa Daniele Quadrini, suo ex compagno nelle giovanili della Roma, chiudendo il primo anno con 15 presenze e due reti.

#### Nazionale
Conta 2 presenze con la Nazionale Under-18, ottenute nel 2000-2001.

### Allenatore
Dal 2015 comincia come tecnico del club dilettantistico de La Rustica,  fino al 2017. Dal 2018 viene chiamato dal club del Ostia Mare per allenare la squadra under 16. il 23 giugno 2020 il club lo promuove alla guida della prima squadra militante in Serie D. Il 26 ottobre 2020 viene esonerato dall'incarico. Nel 2021 è responsabile del settore giovanile, nel 2022 allena gli U17e nel 2023 diventa responsabile della scuola calcio dell'Ostia Mare e allenatore della U15

## Calcioscommesse
Il 18 agosto 2012 viene iscritto nel registro degli indagati dalla Procura di Bari per frode sportiva in riguardo a Bari-Treviso 0-1 del 2007-2008: insieme ad altri 7 compagni avrebbe intascato soldi per perdere la partita. Il 16 luglio 2013 il calciatore viene condannato in primo grado dalla Commissione Disciplinare Nazionale della FIGC a 6 mesi di squalifica per omessa denuncia, pena confermata, poi, anche in appello.
Il 30 maggio 2016 viene invece assolto nel processo penale a Bari «per non aver commesso il fatto».

## Statistiche

### Presenze e reti nei club
Statistiche aggiornate al 19 dicembre 2016.
| Stagione          | Squadra           | Campionato        | Campionato | Campionato | Coppe nazionali | Coppe nazionali | Coppe nazionali | Coppe continentali | Coppe continentali | Coppe continentali | Altre coppe | Altre coppe | Altre coppe | Totale | Totale |
| Stagione          | Squadra           | Comp              | Pres       | Reti       | Comp            | Pres            | Reti            | Comp               | Pres               | Reti               | Comp        | Pres        | Reti        | Pres   | Reti   |
| ----------------- | ----------------- | ----------------- | ---------- | ---------- | --------------- | --------------- | --------------- | ------------------ | ------------------ | ------------------ | ----------- | ----------- | ----------- | ------ | ------ |
| 2001-2002         | Viterbese         | C1                | 29         | 1          | CI-C            | 0               | 0               | -                  | -                  | -                  | -           | -           | -           | 29     | 1      |
| 2002-2003         | Panachaïkī        | BE                | 24         | 0          | CG              | 0               | 0               | -                  | -                  | -                  | -           | -           | -           | 24     | 0      |
| 2003-2004         | L.R. Vicenza      | B                 | 26         | 3          | CI              | 1               | 0               | -                  | -                  | -                  | -           | -           | -           | 27     | 3      |
| 2004-2005         | L.R. Vicenza      | B                 | 38+2       | 8          | CI              | 3               | 1               | -                  | -                  | -                  | -           | -           | -           | 43     | 8      |
| Totale Vicenza    | Totale Vicenza    | Totale Vicenza    | 64+2       | 11         |                 | 4               | 1               |                    | 0                  | 0                  |             | -           | -           | 70     | 12     |
| 2005-gen. 2006    | Palermo           | A                 | 18         | 2          | CI              | 3               | 0               | CU                 | 4                  | 0                  | -           | -           | -           | 25     | 2      |
| gen.-giu. 2006    | Lazio             | A                 | 9          | 0          | CI              | 1               | 0               | Int                | -                  | -                  | -           | -           | -           | 10     | 0      |
| 2006-gen. 2007    | Sampdoria         | A                 | 7          | 0          | CI              | 4               | 0               | -                  | -                  | -                  | -           | -           | -           | 11     | 0      |
| gen.-giu. 2007    | Ascoli            | A                 | 14         | 2          | CI              | -               | -               | -                  | -                  | -                  | -           | -           | -           | 14     | 2      |
| 2007-2008         | Bari              | B                 | 31         | 5          | CI              | 1               | 0               | -                  | -                  | -                  | -           | -           | -           | 32     | 5      |
| 2008-gen. 2009    | Sampdoria         | A                 | 1          | 0          | CI              | 1               | 0               | CU                 | -                  | -                  | -           | -           | -           | 2      | 0      |
| Totale Sampdoria  | Totale Sampdoria  | Totale Sampdoria  | 8          | 0          |                 | 5               | 0               |                    | 0                  | 0                  |             | -           | -           | 13     | 0      |
| gen.-giu. 2009    | Grosseto          | B                 | 16+2       | 2          | CI              | -               | -               | -                  | -                  | -                  | -           | -           | -           | 18     | 2      |
| 2009-2010         | Pescara           | 1D                | 22+1       | 3          | CI-LP           | 2               | 1               | -                  | -                  | -                  | -           | -           | -           | 25     | 4      |
| 2010-2011         | Pescara           | B                 | 35         | 5          | CI              | 0               | 0               | -                  | -                  | -                  | -           | -           | -           | 35     | 5      |
| Totale Pescara    | Totale Pescara    | Totale Pescara    | 57+1       | 8          |                 | 2               | 1               |                    | -                  | -                  |             | -           | -           | 60     | 9      |
| 2011-2012         | Lugano            | CL                | 28         | 5          | CS              | 2               | 0               | -                  | -                  | -                  | -           | -           | -           | 30     | 5      |
| 2012-gen. 2013    | Grosseto          | B                 | 14         | 0          | CI              | -               | -               | -                  | -                  | -                  | -           | -           | -           | 14     | 0      |
| Totale Grosseto   | Totale Grosseto   | Totale Grosseto   | 30+2       | 2          |                 | -               | -               |                    | -                  | -                  |             | -           | -           | 32     | 2      |
| gen.-giu. 2013    | Lugano            | CL                | 15         | 1          | CS              | -               | -               | -                  | -                  | -                  | -           | -           | -           | 15     | 1      |
| Totale Lugano     | Totale Lugano     | Totale Lugano     | 43         | 6          |                 | 2               | 0               |                    | -                  | -                  |             | -           | -           | 45     | 6      |
| 2013-2014         | Genoa             | A                 | 0          | 0          | CI              | 0               | 0               | -                  | -                  | -                  | -           | -           | -           | 0      | 0      |
| 2015-2016         | La Rustica        | Prom.             | 15         | 2          | -               | -               | -               | -                  | -                  | -                  | -           | -           | -           | 15     | 2      |
| 2016-2017         | La Rustica        | Prom.             | 1          | 0          | -               | -               | -               | -                  | -                  | -                  | -           | -           | -           | 1      | 0      |
| Totale La Rustica | Totale La Rustica | Totale La Rustica | 16         | 2          |                 | -               | -               |                    | -                  | -                  |             | -           | -           | 16     | 2      |
| Totale carriera   | Totale carriera   | Totale carriera   | 343+5      | 39         |                 | 18              | 2               |                    | 4                  | 0                  |             | -           | -           | 370    | 41     |